# Ingatorp
Ingatorp est une localité de Suède située dans la commune d'Eksjö du comté de Jönköping. Elle couvre une superficie de 0,97 km2. En 2010, elle compte 453 habitants.